# Bertrand du Guesclin
Bertrand du Guesclin (Motte de Broons, 1320 – Châteauneuf-de-Randon, 13 luglio 1380) è stato un generale francese del XIV secolo.

## Biografia

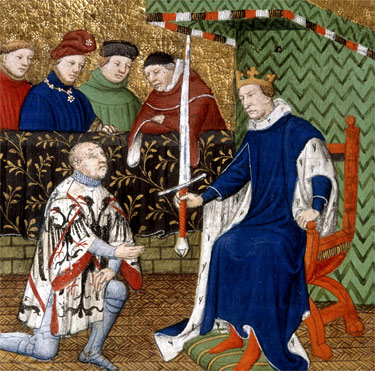
Du Guesclin riceve la spada di conestabile

Nato da una famiglia della piccola nobiltà bretone, fin dall'infanzia si distinse per un fisico sgraziato, tarchiato e nerboruto, una forza sorprendente e un carattere estremamente ostinato.
A 15 anni partecipò senza autorizzazione ad un torneo, risultando vincitore in numerosi scontri; in seguito a questo successo ottenne il permesso paterno di dedicarsi alla carriera delle armi.
Le tre grandi guerre in cui fu coinvolto furono:
- Guerra di successione bretone, inestricabilmente legata alla
- Guerra dei cent'anni tra Francia e Inghilterra
- Guerra tra Pietro I il Crudele e Enrico di Trastamara, fratelli che si contendevano il regno di Castiglia

Stemma di Bertrand

Nonostante provenisse dalla piccola nobiltà, i suoi successi militari gli fruttarono numerosissimi feudi e titoli, tra cui spiccano quello di duca di Longueville, duca di Molina, per i servigi resi ad Enrico di Trastamara, ed infine la nomina a connestabile di Francia, sino ad allora riservata alla più alta aristocrazia.
Morì di dissenteria o piuttosto di polmonite dovuta all'ingestione di una bevanda troppo fredda durante l'assedio di Châteauneuf-de-Randon. Gli assediati, una volta saputo della sua morte, deposero le chiavi del castello sulla sua tomba.
Gli fu concesso l'inusitato onore di essere sepolto nell'abbazia di Saint-Denis, chiesa che ospita le tombe dei Re di Francia, accanto al suo patrono Carlo V di Valois.
Fu il primo maestro del maresciallo di Francia Jean II Le Meingre detto Boucicault.

## Bertrand du Guesclin in letteratura
Bertrand du Guesclin compare come valoroso condottiero francese nel romanzo storico di Arthur Conan Doyle, La compagnia bianca. Viene citato più volte anche nel romanzo La reliquia rubata di Candace Robb. Anche Albert Camus lo nomina nel suo racconto filosofico La caduta.